# Alblasserdam
Alblasserdam (población: 19.003 en 2009) es una ciudad y también un municipio en el oeste de los Países Bajos, en la provincia de Holanda Meridional. El municipio cubre un área de 9.96 kilómetros cuadrados, de los cuales, 1.18 kilómetros cuadrados es agua. Alblasserdam es oficialmente una parte de Drechtsteden. Hasta 2013 una parte del pueblo pequeño de Kinderdijk, que cuenta con la concentración más grande y más famosa de molinos de vientos en los Países Bajos, era parte de Alblasserdam.

## Etimología
El nombre Alblasserdam deriva de su ubicación cerca del arroyo Alblas donde se construyó una presa. 

## Historia
La historia de Alblasserdam se remonta a unos 700 años. El nombre es mencionado por primera vez en las crónicas de Melis Stoke en 1299, pero el municipio no fue formado hasta 1447. Antes de eso, fue parte de Oud-Alblas.
Debido a su ubicación en el río Noord, una de las más transitadas vías fluviales en Europa Occidental, el agua ha jugado un papel importante en la historia de Alblasserdam.
El río fue importante por su desarrollo y lo convierte en una ubicación privilegiada para la industria. La ubicación estratégica de Alblasserdam también trajo consecuencias negativas: entre 1350 y 1821, el pólder Alblasserdam se ha inundado 32 veces. También sufrió durante el ataque alemán a Róterdam el 11 de mayo de 1940, cuando el centro de la ciudad fue afectado seriamente.